# Megachile auriculata
Megachile auriculata là một loài Hymenoptera trong họ Megachilidae. Loài này được Gupta mô tả khoa học năm 1989.